# Augraben
L’Augraben ou Lertzbach est une rivière française qui traverse le sud du département du Haut-Rhin en région Grand Est pour se jeter dans le Grand canal d'Alsace à Kembs.

## Géographie
De 23,1 km de longueur, l'Augraben traverse la ville de Saint-Louis et la Réserve naturelle de la petite Camargue alsacienne.
C'est le seul cours d’eau issu du versant oriental du Sundgau qui ne s’infiltre pas en totalité dans la nappe phréatique. Seul le Lertzbach peut rejoindre
l’Augraben en période de hautes eaux au niveau de Saint-Louis.
C'est également le seul affluent haut-rhinois du Rhin. Elle donne son nom à la commune de Rosenau.
Il a été maintenant dévié vers l'étang de l'EuroAirport et contourne cet aéroport par le sud-est.
Avant sa confluence avec le Rhin, l'Augraben traverse le canal de Huningue.

### Communes et cantons traversés
Dans le seul département du Haut-Rhin l'Augraben traverse neuf communes et deux cantons :
- dans le sens amont vers aval : Hagenthal-le-Haut (source), Hagenthal-le-Bas, Buschwiller, Hégenheim, Hésingue, Village-Neuf, Saint-Louis, Bartenheim, Kembs (confluence).

Soit en termes de cantons, l'Augraben prend source dans le canton de Huningue, traverse et conflue dans le canton de Sierentz.

### Bassin versant
Son bassin versant est de 65 km2 ou 72 km2.

## Affluents
L'Augraben a un affluent référencé :
- le Kirchbach (rg), 2,5 km sur la seule commune de Hagenthal-le-Haut.

Géoportail signale :
- l'Erlenbach (rg) 2,8 km sur les deux communes de Hagenthal-le-Haut et Hagenthal-le-Bas.
- le Lertzbach (rd) 1,9 km sur la seule commune de Hagenthal-le-Bas.

### Rang de Strahler
Son rang de Strahler est donc de deux.